# Hiroshima – samvetets stad
Hiroshima – samvetets stad (engelska: Hiroshima: Out of the Ashes) är en amerikansk TV-film från 1990 i regi av Peter Werner, med Max von Sydow, Judd Nelson, Mako och Tamlyn Tomita i rollerna.

## Handling
Filmen handlar om bombningen av Hiroshima sett med amerikanska, tyska och japanska ögon.

## Rollista
| Max von Sydow   | – Fader Siemes      |
| Judd Nelson     | – Pete Dunham       |
| Mako            | – Sergeant Moritaki |
| Tamlyn Tomita   | – Sally             |
| Stan Egi        | – Dr. Hara          |
| Brady Tsurutani | – Yoshi             |
| Shizuko Hoshi   | – Sköterska Yama    |
| Ben Wright      | – Tom Reese         |
| Pat Morita      | – Yoodo Toda        |
| Kim Miyori      | – Mrs. Ota          |